# Myiornis auricularis
Myiornis auricularis là một loài chim trong họ Tyrannidae.